# Informe de evaluación del edificio
En España, el Informe de Evaluación del Edificio, más conocido por sus siglas IEE, es un documento que justifica la situación en la que se encuentran los edificios, con relación a su estado de conservación, con el cumplimiento de la normativa vigente sobre accesibilidad universal y con el grado de su eficiencia energética. La administración competente, según situación, puede solicitarlo a los propietarios de inmuebles ubicados en edificaciones con tipología residencial de vivienda colectiva.

## Normativa
La normativa básica inicial de referencia era estatal, concretamente la Ley 8/2013 (Derogada en su gran parte desde 30 de octubre de 2015 - Real Decreto Legislativo 7/2015), de 26 de junio, de rehabilitación, regeneración y renovación urbanas, publicada en el BOE núm. 153 de 27 de junio de 2013. Esta Ley contiene un Título I dedicado al “Informe de Evaluación de los Edificios”. Los artículos y disposiciones que hacen referencia al mismo son los siguientes:
- Artículo 4 El Informe de Evaluación de los Edificios.
- Artículo 5 Coordinación administrativa.
- Artículo 6 Capacitación para el Informe de Evaluación de los Edificios.
- Disposición transitoria primera  Calendario para la realización del  Informe de Evaluación de los Edificios.
- Disposición final decimoctava  Cualificaciones requeridas para suscribir los Informes de Evaluación de Edificios.

Sin perjuicio de esta regulación estatal, que tiene carácter básico, puede existir normativa autonómica o municipal que la desarrolle.
La presente normativa tiene como objetivo primordial el alcanzar las exigencias a nivel estatal exigidas por la Directiva de eficiencia energética en edificios designada por la Unión Europea en la Directiva 2012/27/UE para 2020.
Real Decreto Legislativo 7/2015, de 30 de octubre de 2015, por el que se aprueba el texto refundido de la Ley de Suelo y Rehabilitación Urbana. Esta legislación propone una unificación de diferentes criterios, entre ellos, el contenido y forma - en su gran mayoría - de lo establecido en la Ley 8/2013 sin proponer ningún cambio relevante. Esta Ley constituye un paso más en el cambio de modelo en la política de vivienda impulsado desde el Ministerio de Fomento con la finalidad de equilibrar la nueva construcción con la rehabilitación, impulsar la eficiencia energética en el parque edificado español, así como eliminar trabas y flexibilizar el sistema.
Los artículos derogados de la Ley 8/2013 ante el texto refundido de la Ley de Suelo y Rehabilitación Urbana (R.D. Legislativo 7/2015) son: Los artículos 1 a 19, las disposiciones adicionales primera a cuarta, las disposiciones transitorias primera y segunda y las disposiciones finales duodécima y decimoctava, así como las disposiciones finales decimonovena y vigésima de dicha ley.

## Características

### Qué contiene
El IEE debe identificar el bien inmueble, con expresión de su referencia catastral y contener, de manera detallada:
a) La evaluación del estado de conservación del edificio.
b) La evaluación de las condiciones básicas de accesibilidad universal y no discriminación de las personas con discapacidad para el acceso y utilización del edificio, de acuerdo con la normativa vigente, estableciendo si el edificio es susceptible o no de realizar ajustes razonables para satisfacerlas.
c) La Certificación energética de edificios, con el contenido y mediante el procedimiento establecido para la misma por la normativa vigente.
Cuando, de conformidad con la normativa autonómica o municipal, exista una Inspección Técnica de Edificaciones (ITE) que ya permita evaluar los extremos señalados en las letras a) y b) anteriores, se podrá complementar con la certificación de la eficiencia energética referida en la letra c), y surtirá los mismos efectos que el informe regulado por la Ley 8/2013. Asimismo, cuando el IEE contenga todos los elementos requeridos de conformidad con la normativa autonómica o municipal, podrá surtir los efectos derivados de la misma, tanto en relación con la posible exigencia de la subsanación de las deficiencias observadas, como en cuanto a su posible ejecución subsidiaria por parte de la Administración y a costa de los obligados. Todo ello, con independencia de la aplicación de las medidas disciplinarias y sancionadoras que procedan, de conformidad con lo establecido en la legislación urbanística aplicable.

### Obligatoriedad
Según el artículo 4 de la Ley 8/2013, están obligados los propietarios de inmuebles ubicados en edificios de tipología residencial de vivienda colectiva que tengan una antigüedad superior a los 50 años. Según el artículo 2, apartado 6 de esta Ley, se entiende por edificio de tipología residencial de vivienda colectiva: “el compuesto por más de una vivienda, sin perjuicio de que pueda contener, de manera simultánea, otros usos distintos del residencial. Con carácter asimilado se entiende incluida en esta tipología, el edificio destinado a ser ocupado o habitado por un grupo de personas que, sin constituir núcleo familiar, compartan servicios y se sometan a un régimen común, tales como hoteles o residencias”. En principio, y salvo que así lo exija la normativa autonómica o municipal, están excluidas por tanto las viviendas unifamiliares.
También están obligados a realizar el IEE los propietarios de cualquier edificio, con independencia de su antigüedad, cuando pretendan solicitar ayudas públicas para realizar obras de conservación, de accesibilidad universal o eficiencia energética, y siempre con anterioridad a la formalización de la petición de la correspondiente ayuda.

### Plazos de presentación
De acuerdo con la Disposición la Disposición Transitoria Primera de la Ley 8/2013, y  sin perjuicio de que una Comunidad autónoma - según ubicación del inmueble - apruebe una regulación más exigente y de lo que dispongan las ordenanzas municipales, la obligación de disponer del IEE deberá hacerse efectiva, como mínimo, en relación con los siguientes edificios y en los plazos que a continuación se indican:
a) Para los edificios de tipología residencial de vivienda colectiva que ya tuvieran más de 50 años el 28 de junio de 2013 (fecha de entrada en vigor de la Ley), en el plazo máximo de 5 años. Es decir, deberán contar con el IEE antes del 28 de junio de 2018.
b) Para los edificios de tipología residencial de vivienda colectiva que vayan cumpliendo 50 años a partir del 28 de junio de 2013, en el plazo máximo de cinco años, a contar desde la fecha en la que vayan alcanzado tal antigüedad.
c) Para los edificios de tipología residencial de vivienda colectiva de más de 50 años que ya hubieran realizado, con anterioridad a la entrada en vigor de la Ley 8/2013, la Inspección Técnica del Edificio (ITE) de conformidad con su normativa aplicable y que, de acuerdo ésta, deban revisarla antes de 10 años a contar desde la entrada en vigor de la Ley, en el momento que corresponda dicha revisión.
d) Para los edificios de tipología residencial de vivienda colectiva de más de 50 años que ya hubieran realizado, con anterioridad a la entrada en vigor de la Ley 8/2013, la Inspección Técnica del Edificio (ITE) de conformidad con su normativa aplicable y que, de acuerdo ésta deban revisarla  transcurridos más de 10 años desde la entrada en vigor de la Ley, deberán completar su ITE con los aspectos que estén ausentes de la misma y que se exijan de acuerdo con el IEE, antes del 28 de junio de 2023.
e) Para cualquier edificio, con independencia de su antigüedad, cuyos titulares pretendan solicitar ayudas públicas para realizar obras de conservación, de accesibilidad universal o eficiencia energética, con anterioridad a la formalización de la petición de la correspondiente ayuda.
f) El resto de los edificios, cuando así lo determine la normativa de la Comunidad Autónoma o el Ayuntamiento correspondientes, que podrán establecer especialidades de aplicación del citado informe, en función de la ubicación del edificio, su antigüedad, tipología o uso predominante.

### Técnicos competentes
El artículo 6.1 de la Ley 8/2013, de Rehabilitación, Regeneración y Renovación Urbanas (Capacitación para el Informe de Evaluación de los Edificios) establece lo siguiente:
“1. El Informe de la Evaluación de los Edificios podrá ser suscrito tanto por los técnicos facultativos competentes como, en su caso, por las entidades de inspección registradas que pudieran existir en las Comunidades Autónomas, siempre que cuenten con dichos técnicos. A tales efectos se considera técnico facultativo competente el que esté en posesión de cualquiera de las titulaciones académicas y profesionales habilitantes para la redacción de proyectos o dirección de obras y dirección de ejecución de obras de edificación, según lo establecido en la Ley 38/1999, de 5 de noviembre, de Ordenación de la Edificación, o haya acreditado la cualificación necesaria para la realización del Informe, según lo establecido en la disposición final decimoctava.”
Dichos técnicos, cuando lo estimen necesario, podrán recabar, en relación con los aspectos relativos a la accesibilidad universal, el criterio experto de las entidades y asociaciones de personas con discapacidad que cuenten con una acreditada trayectoria en el ámbito territorial de que se trate y tengan entre sus fines sociales la promoción de dicha accesibilidad”.
Establece la Disposición final decimoctava  de la Ley 8/2013, lo siguiente:
“Mediante Orden del Ministerio de Industria, Energía y Turismo y del Ministerio de Fomento, se determinarán las cualificaciones requeridas para suscribir los Informes de Evaluación de Edificios, así como los medios de acreditación. A estos efectos, se tendrá en cuenta la titulación, la formación, la experiencia y la complejidad del proceso de evaluación”.
Además, el apartado 2 de este artículo 6 de la Ley 8/2013 dispone que:
“2. Cuando se trate de edificios pertenecientes a las Administraciones Públicas enumeradas en el artículo 2 de la Ley 30/1992, de 26 de noviembre, de Régimen Jurídico de las Administraciones Públicas y del Procedimiento Administrativo Común, podrán suscribir los Informes de Evaluación, en su caso, los responsables de los correspondientes servicios técnicos que, por su capacitación profesional, puedan asumir las mismas funciones a que se refiere el apartado anterior”.
Termina señalando el apartado 3 del mismo precepto que “Las deficiencias que se observen en relación con la evaluación de lo dispuesto en el artículo 4.2 se justificarán en el Informe bajo el criterio y la responsabilidad del técnico competente que lo suscriba.”
Nota: Ver también "Nota informativa Subdelegación General de Urbanismo - La capacitación para suscribir Informes de Evaluación de Edificios"

### Cómo se realiza
Se ha desarrollado una aplicación informática oficial desde el Ministerio de Fomento - en línea - para la cumplimentación por parte de los técnicos competentes del Informe de Evaluación de los Edificios, según el modelo que aparece en el Anexo del Real Decreto 233/2013, de 5 de abril, por el que se regula el Plan Estatal de fomento del alquiler de viviendas, la rehabilitación edificatoria, y la regeneración y renovación urbanas, 2013-2016

### Dónde se entrega
Según el apartado 6 del artículo 4 de la Ley 8/2013, los propietarios de inmuebles obligados a la realización del IEE deberán remitir una copia del mismo al organismo que determine la Comunidad Autónoma.
La misma regla resultará de aplicación en relación con el informe que acredite la realización de las obras correspondientes, en los casos en los que el IEE integre el correspondiente a la Inspección Técnica, en los términos previstos, y siempre que de este último se derivase la necesidad de subsanar las deficiencias observadas en el inmueble.
El incumplimiento del deber de cumplimentar en tiempo y forma el IEE regulado por la Ley 8/2013 tendrá la consideración de infracción urbanística, con el carácter y las consecuencias que atribuya la normativa urbanística aplicable al incumplimiento del deber de dotarse del informe de inspección técnica de edificios o equivalente, en el plazo expresamente establecido.